# Franciszek Józef de la Rochefoucauld
Franciszek Józef de la Rochefoucauld, (fra.) François-Joseph de La Rochefoucauld (ur. 1736 w Angoulême, zm. 2 września 1792 w Paryżu) – błogosławiony Kościoła katolickiego, męczennik, ofiara prześladowań katolików w okresie francuskiej rewolucji.
W 1772 roku otrzymał sakrę Beauvais. Jako delegat do Stanów Generalnych, gdzie zasiadał od 1789 roku, występował przeciwko cywilnej konstytucji kleru. Aresztowany został 13 sierpnia i zamordowany razem ze swoim bratem Piotrem Ludwikiem de la Rochefoucauld w klasztorze karmelitów 2 września 1792 roku.
Był, obok brata i Jana Marii du Lau, jednym z trzech biskupów wśród ofiar tak zwanych masakr wrześniowych, w których zginęło 300 duchownych, ofiar nienawiści do wiary (łac) odium fidei.
Dzienna rocznica śmierci jest dniem kiedy wspominany jest w Kościele katolickim.
Franciszek Józef de la Rochefoucauld znalazł się w grupie 191 męczenników z Paryża beatyfikowanych przez papieża Piusa XI 17 października 1926.